# لوكوت
لوكوت (بالجاوية: لوكوت)، (بالصينية: 芦骨) هي ضاحية تقع في الشمال الشرقي من قورت ديكسن، في نكري سمبيلن في ماليزيا.
كانت ذات يوم جزءًا من ولاية سلاغور، وكانت بمثابة مدينة مزدهرة لتعدين القصدير في أوائل القرن التاسع عشر قبل تراجع المدينة وازدهار مدينة سرمين في عام 1880 والتي شكلت جزءًا من حدود نكري سمبيلن الحديثة.

## التاريخ
في أوائل القرن الثامن عشر، سمح السلطان إبراهيم شاه، حاكم سلاعور، لعمال المناجم الصينيين من ملقا بتعدين هذه المنطقة. ووقَّع السلطان إبراهيم اتفاقية تجارية مع شركة الهند الشرقية التي يقع مقرها في بينانق والتي تسببت في جعل القصدير من مناجم لوكوت مربحًا لسلاغو. تسبب هذا بشكل مباشر في زيادة أعداد السكان، لا سيما من المجتمع الصيني الذي جعل السلطان يضطر إلى تعيين ممثلاً للشعب الصيني.

## الاقتصاد
تشتهر لوكوت أيضًا بصناعة عش الطيور، وهو غذاء صحي وطبيعي تقليدي كما يعتقد معظم الصينيين. وهناك واحدة من العلامات التجارية الشهيرة هي (بالإنجليزية: Hutanis Bird's Nest)‏ التي نشأت من المدينة. كما يعمل متحف وقلعة لوكوت كمركز للتراث الثقافي.

## السياسة
تقع لوكوت تحت إشراف المجلس البلدي في بورت ديكسون. واتحاديًا هي جزء من الدائرة الانتخابية البرلمانية في بورت ديكسون. النائب الحالي هو أنور إبراهيم رئيس حزب عدالة الشعب.
وفي الجمعية التشريعية للولاية، هي جزء من دائرة ولاية لوكوت. العضو الحالي في الجمعية التشريعية هو تشو كين هوا من حزب العمل الديمقراطي.